# Callistina
Callistina es una subtribu de coleópteros adéfagos de la familia Carabidae.

## Géneros
Se reconocen los siguientes géneros:
- Callistomimus Chaudoir, 1872
- Callistus Bonelli, 1810